# Deafmovie
Il deafmovie, o anche deaf cinema, è un sottogenere cinematografico in cui sono presenti personaggi principali sordi o disabili uditivi. Nei film e nelle serie televisive di questo genere sono spesso presenti delle lingue dei segni e degli attori nati con la sordità. Nella lingua italiana non esiste una traduzione consolidata ma letteralmente potrebbe significare il cinema dei sordi o cinema sordo. Non va confusa con cinema of the deaf.

## Etimologia
Il Cinema of the deaf comprende qualsiasi opera cinematografica in cui la sordità è il soggetto principale ma dove viene spesso rappresentata in maniera stereotipata, impiegando soprattutto attori non sordi che non conoscono la cultura sorda o la lingua dei segni e che quindi interpretano ruoli nei quali fingono di conoscere la lingua dei segni o dove la imparano rapidamente facendola sembrare estremamente semplice (lo stereotipo dei "sordi oralisti"). Spesso questi film contengono messaggi errati o storpiati come stereotipi negativi, false dichiarazioni o uso errato delle lingue dei segni e deludono delle persone sorde e delle culture delle comunità sorde.
Il Deaf cinema emerge come risposta al pressappochismo con il quale la sordità viene rappresentata nei media. Include film scritti, prodotti o diretti da persone sorde e nei quali gli attori principali sono effettivamente persone sorde. Grazie all'avvento della tecnologia digitale negli anni 2000, ci sono state diverse produzioni di cortometraggi di, e con, persone sorde, oltre a fondazioni di società di produzione di film per sordi e di festival di film realizzati da sordi. Il software per computer ha reso il cinema più economico e la diffusione di internet e la possibilità di trasmissione in streaming di queste opere, ha contribuito a diffondere il deaf cinema a livello internazionale. Col tempo quindi si è avuto un incremento della produzione di film di questo genere. Alcuni esempi di film diretti da registi sordi sono: Deafula (1975), Think Me Nothing (1975), See What I'm Saying: The Deaf Entertainers Documentary (2009), No Ordinary Hero: The SuperDeafy Movie (2013) o Sign Gene (2017).

## Esempi

### Cinema
| Titolo                                 | Anno | Lingua dei segni |
| -------------------------------------- | ---- | ---------------- |
| Figli di un dio minore                 | 1987 | ASL              |
| Deafula                                | 1975 | ASL              |
| Sign Gene                              | 2017 | ASL JSL LIS      |
| Nel paese dei sordi                    | 1992 | LSF              |
| Country of the Deaf                    | 1998 | RSL              |
| The Hammer                             | 2010 | ASL              |
| No Ordinary Hero: The SuperDeafy Movie | 2013 | ASL              |
| La famiglia Bélier                     | 2014 | LSF              |
| The Silent Natural                     | 2018 | ASL              |
| The Tribe                              | 2014 | UkSL             |
| The Silent Child                       | 2017 | BSL              |
| Dogani                                 | 2011 | KoSL             |
| Universal Signs                        | 2008 | ASL              |
| Il terrore del silenzio                | 2016 | ASL              |
| Al di là del silenzio                  | 1996 | DGS              |
| Non abbandonare                        | 2019 | LIS              |
| Il garofano rosso                      | 2014 | LIS              |
| Realtà?                                | 2011 | LIS              |
| Maria                                  | 2007 | LIS              |
| Streetfighterbiker                     | 2016 | LIS              |
| Rum                                    | 2014 | LIS              |
| Il professionista                      | 2015 | LIS              |
| Conto alla rovescia                    | 2013 | LIS              |
| Fighter                                | 2018 | LIS              |
| Driver                                 | 2019 | LIS              |
| Affari di famiglia                     | 2019 | LIS              |
| CODA                                   | 2021 | ASL              |

### Televisione
| Titolo                           | Anno          | Lingua dei segni |
| -------------------------------- | ------------- | ---------------- |
| This Close                       | 2018-in corso | ASL              |
| Mírame cuando te hablo           | 2014-2016     | LSE              |
| Agente speciale Sue Thomas       | 2002-2005     | ASL              |
| L'amore è sordo                  | 2012          | LIS              |
| Switched at Birth - Al posto tuo | 2011-2017     | ASL              |

## Piattaforme VOD

### Mondaze.tv
Mondaze.tv (o semplicemente Mondaze) è stata un'impresa attiva nella distribuzione via internet in modalità video on demand di contenuti cinematografici e televisivi pensate per il pubblico sordo o incentrati sulla cultura sorda.
Il sito web è stato lanciato nel 2015 da Erik Akervall. Nonostante le tensioni interne tra alcune comunità sorde, l'azienda ha iniziato a incontrare difficoltà nel 2017. Nel 2021, la società è stata ufficialmente sciolta.

### VSYN+
Prima della pandemia di COVID-19, la comunità sorda statunitense aveva dato vita a Deaflix, un'iniziativa che, dopo una fase di ristrutturazione avvenuta tra novembre e dicembre 2023, ha portato al lancio della piattaforma di streaming in lingua dei segni americana, VSYN+, nel febbraio 2024. La piattaforma attiva negli Stati Uniti e in Canada, è stata sospesa a partire da gennaio 2025.

## Database online

### Deaf Movie Database
Il Deaf Movie Database (DMDb) è l'unica piattaforma online al mondo interamente dedicata alla catalogazione di film, serie televisive e contenuti mediatici che coinvolgono attori sordi, l'uso della lingua dei segni e tematiche legate alla cultura sorda. Costituisce una risorsa preziosa per professionisti, cineasti, spettatori e ricercatori interessati alla rappresentazione e all’accessibilità nel mondo dell’intrattenimento. È fondata dall'attore e produttore sordo italiano Emilio Insolera nel 2025.